# Tea

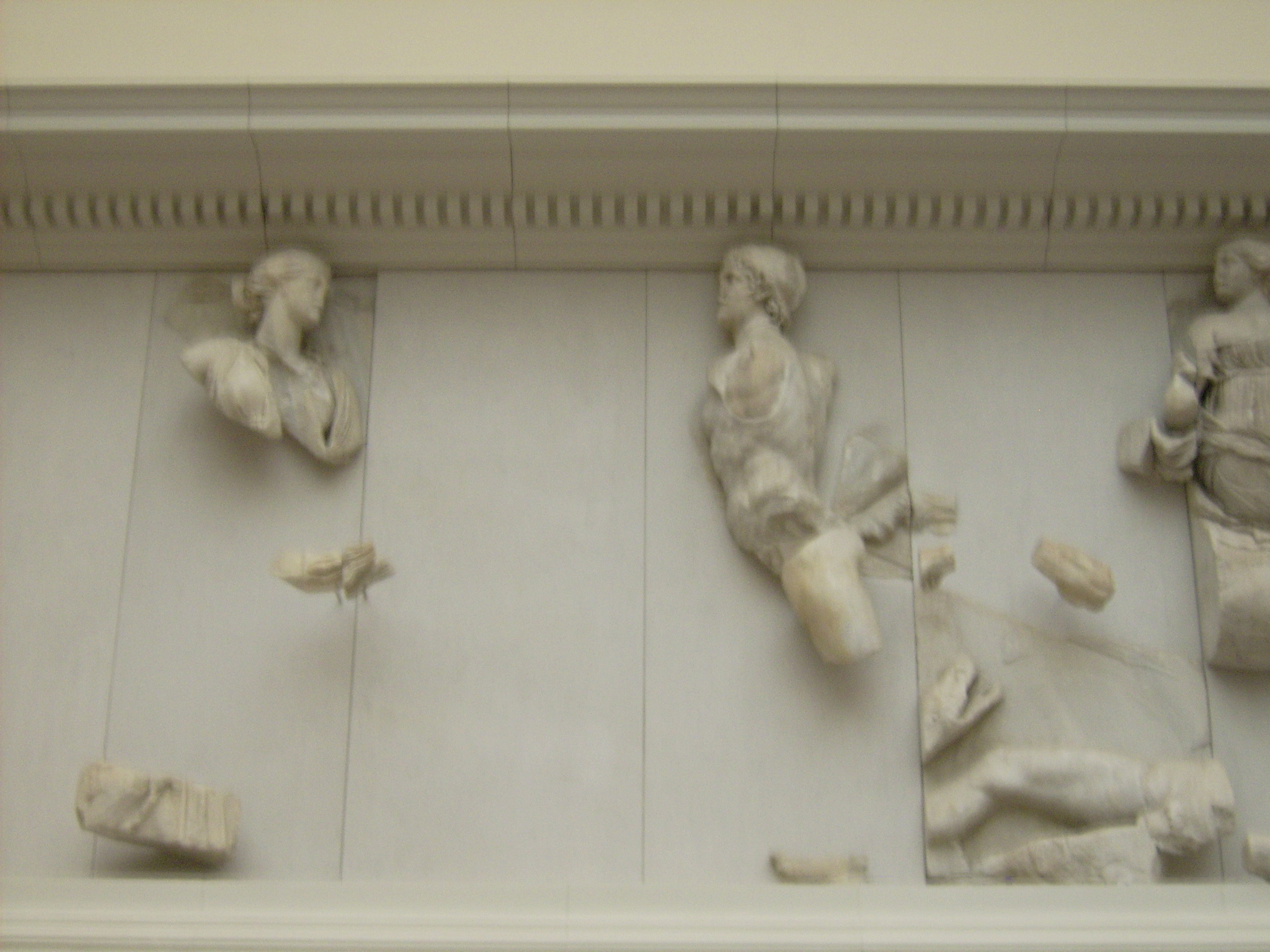
En el friso del Altar de Zeus de Pérgamo (Berlín), se conjetura que la diosa que lucha detrás de Helios es Tea.

En la mitología griega, Tea, Tía o Teya (en griego antiguo: Θεία, Theía;  «divina»), era considerada como la titánide de donde procede toda la luz, y descrita con menor frecuencia como Etra (Αἴθρα, Aíthra, que sugiere la forma femenina de «éter», ‘cielo luminoso’). Cornuto dice que Tea es la causante de la visión. Los himnos homéricos ofrecen además otros dos nombres para la diosa, que también nos hablan de sus atributos divinos: Eurifaesa (Εὐρυφάεσσα Eurypháessa, «de amplio brillo») y probablemente también Icnea (Ιχναίη, Ichnaíe, algo así como «rastreadora u observadora»); en esta advocación Tea era una diosa profetisa del templo oracular de Ftía, al igual que sus otras hermanas intervenían en otros oráculos, especialmente Temis.
Tea es una de las titánides, y por lo tanto hija de Urano y Gea. Según la Teogonía Tea se entregó al amor de su hermano Hiperión, dios "de las alturas", y ella le parió a las lumbreras de los cielos: «al alto Helios, la brillante Selene y Eos que alumbra a todos los seres de la tierra y los inmortales dioses que habitan el vasto cielo».  Tea parece aquí una diosa del brillo en particular y de la gloria en general, pero la alusión de Píndaro a ella como «Tea de muchos nombres» es reveladora, pues sugiere la asimilación no solo de diosas madres similares a ella, como Febe y Leto, sino quizás también de diosas madres más universales como Rea y Cibeles. Tras la Titanomaquia se marchó a vivir en el palacio de Helios, ubicado en las corrientes del río Océano, donde espera cada noche a su hijo, que viaja en una enorme copa de oro. A Helio se lo suele describir como un dios que todo lo ve, rasgo atribuido implícitamente a Tea.
Píndaro elogia a Tea en su 5.ª oda ístmica:

Madre del Sol, Tea de muchos nombres, por ti los hombres honran el oro por encima de todo lo demás; y a por el valor que les otorgas, oh reina, los barcos se enfrentan en el mar y recuas de caballos uncidos hacen maravillas en carreras de veloces giros.

Los antiguos griegos creían que los ojos emitían un rayo de luz invisible, muy parecido a una lámpara, que permitía ver todo lo que tocaba. Por lo tanto, Tea, como madre de la vista (thea), fue también la madre del sol, la luna y el amanecer, que emiten luz propia. Otros, por extensión, la creen una diosa de la vista o que dotaba al oro, la plata y las gemas con su brillo y valor intrínseco.
Diodoro, hablando de las leyendas de los atlantes, dice que Tea era conocida como Basilea («reina»). Esta era la mayor de sus hermanos y muy destacada en prudencia y en inteligencia, crio a todos sus hermanos proporcionándoles en común el cariño de una madre; y, por tanto, fue llamada Gran Madre. Después de la marcha de su padre, con el consentimiento de las gentes y de sus hermanos, heredó la realeza, aunque era virgen e incluso no quería casarse con nadie a causa de su extremada prudencia. Pero después, para dejar hijos herederos de su realeza, se casó con Hiperión, uno de sus hermanos, con el cual estaba más afectuosamente unida. Después de nacerle dos hijos, Helio y Selene, admirados también por su belleza y su prudencia, afirman que sus hermanos, envidiándole su hermosa descendencia y temiendo que Hiperión no atrajera hacia sí la realeza, llevaron a cabo una acción totalmente impía. Tras hacer una conjura, degollaron a Hiperión y ahogaron a Helio, que era un niño en edad, lanzándolo al río Erídano. Selene, viendo lo que ocurría, se suicidó arrojándose del tejado. Basilea, después de ver esto en sueños, se volvió loca y terminó desapareciendo.

## Otros usos de Tea
El papel mitológico de Tea como madre de la luna bastó para nombrar así a un hipotético planeta llamado Tea, que, de acuerdo con la teoría del gran impacto, colisionó con la Tierra, provocando la creación de la luna.